# L'Île des insectes mutants
Pour plus de détails, voir Fiche technique et Distribution.
L'Île des insectes mutants ou L'Île des Monstres au Québec (Monster Island) est un téléfilm américano-canadien réalisé par Jack Perez, diffusé pour la première fois en 2004 sur le réseau MTV.

## Synopsis
Des centaines de filles et garçons se réunissent sur une île aménagée en gigantesque night-club. Leur objectif : faire la fête ! 
Si elle débute sur les chapeaux de roues par un concert de Carmen Electra, un insecte géant, surgi du néant, enlève la chanteuse et s'envole vers son repaire. L’événement sème la panique.
Quelques irréductibles affrontent le danger pour délivrer la captive.
Leurs épreuves, terribles, s’enchaînent. Mantes religieuses, fourmis, araignées : tous ces insectes ont muté en géants.

## Fiche technique
- Titre français : L'Île des insectes mutants
- Titre québécois : L'Île des Monstres
- Titre original : Monster Island
- Réalisation : Jack Perez
- Scénario : Jack Perez et Adam Glass
- Musique : Michael Richard Plowman
- Photographie : Todd Elyzen
- Montage : Marcus Manton
- Décors : Reiko Kobayashi
- Costumes : Patti Bishop
- Production : Donald L. West
- Société de production : Shavick Entertainment, Insight Film Studios et Monster Island Productions
- Pays d'origine : Canada
- Format : Couleurs - 1,85:1 - Dolby Digital - 35 mm
- Genre : Aventure, comédie horrifique et science-fiction
- Durée : 92 minutes
- Dates de diffusion : 7 mars 2004 (États-Unis), 20 juillet 2004 (Canada), 1er septembre 2005 (France), 29 juillet 2019 sur AB1 (France).

## Distribution
- Daniel Letterle : Josh
- Mary Elizabeth Winstead : Maddy
- Cascy Beddow : Andy
- Joe MacLeod : Stack
- Chelan Simmons : Jen
- Chris Harrison : Chase
- C. Ernst Harth : Eightball
- Adam West : Dr Harryhausen
- Carmen Electra : elle-même
- LaLa Vazquez : elle-même
- Nick Carter : lui-même
- Alana Husband : Lil' Mindi
- Jeff Geddis : G.T.
- Bruce James : Bob Staton
- Phillip Mitchell : le chef Mombata

## Autour du film
- Le tournage s'est déroulé à Surrey et Vancouver, au Canada.
- La chanson Afraid of Humans est interprétée par Day Theory.
- Le nom du personnage interprété par Adam West est un clin d'œil à Ray Harryhausen, bien connu pour ses effets spéciaux à base d'animation en volume.